# Stephanandra incisa
Stephanandra incisa là loài thực vật có hoa trong họ Hoa hồng. Loài này được (Thunb.) Zabel miêu tả khoa học đầu tiên năm 1885.

## Hình ảnh

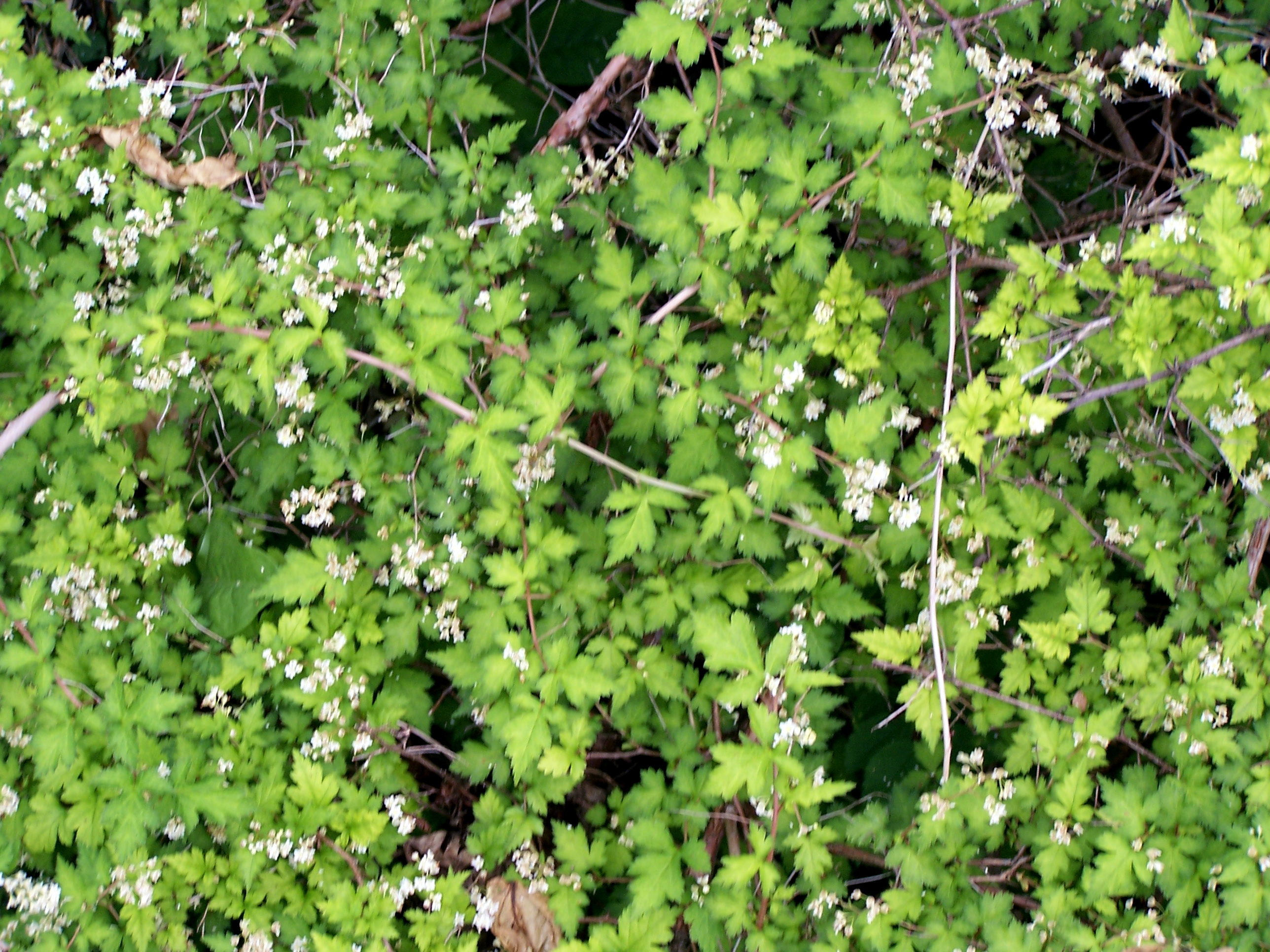
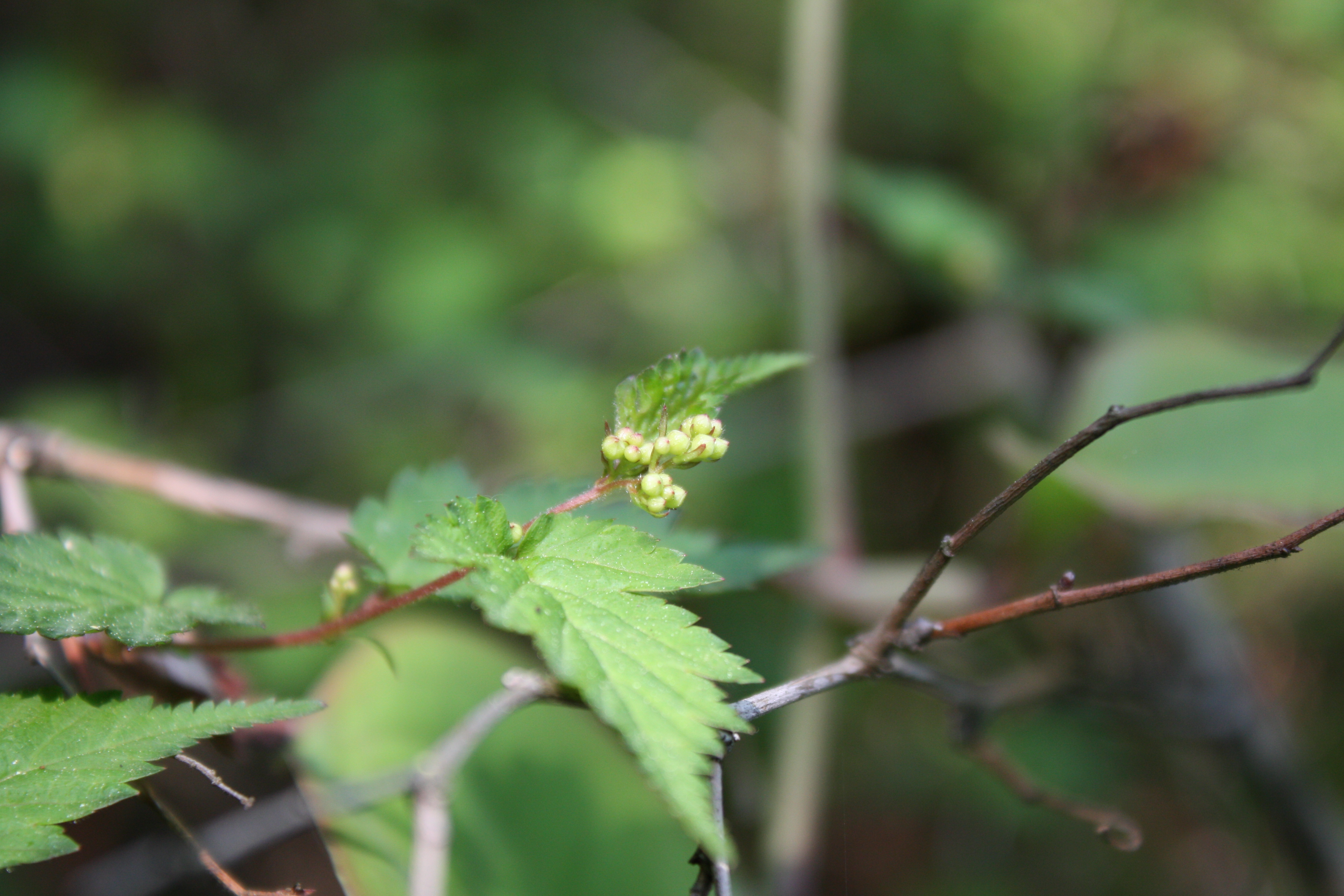
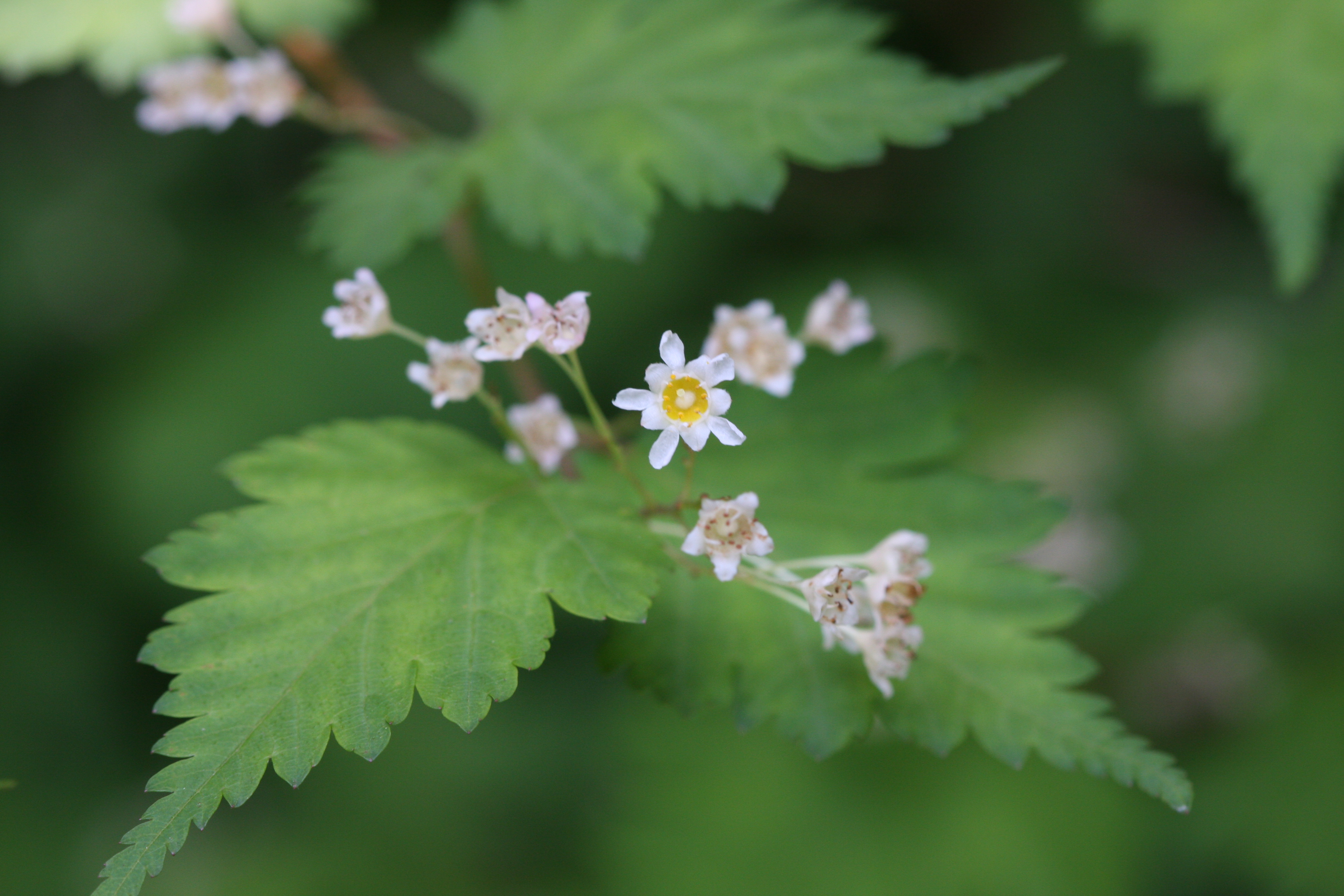
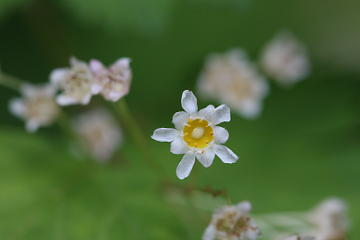